# Owens Cross Roads, Alabama
Owens Cross Roads là một thị trấn thuộc quận Madison, tiểu bang Alabama, Hoa Kỳ. Dân số năm 2009 là 1730 người, mật độ đạt 81 người/km².